# Fuan
Fuan (tidigare även Fua  eller Fudan), är en å i södra Jämtland, Bergs kommun. Fuan har längd av ca 40 km och består, förutom den sista milen av två källarmar, Stor-Fuan och Lill-Fuan. Stor-Fuan bildas nedanför Oviksfjällen på Valskaftfloarna och rinner norrut förbi Ljåbodarna, innan den vänder sydost nedströms och förbi Mobodarna innan de båda åarna förenas. Lill-Fuan rinner bl.a. strax söder om Långbodarna och nordväst om Nybodarna. Fuan mynnar sedan ut i Ljungan ca 1 mil nordväst om Åsarna.